# Fätschbach
Fätschbach är ett vattendrag i Schweiz. Det ligger i den östra delen av landet, 120 km öster om huvudstaden Bern.
Trakten runt Fätschbach består i huvudsak av gräsmarker. Runt Fätschbach är det glesbefolkat, med 11 invånare per kvadratkilometer.